# STARC-Bänder
Die STARC-Bänder ähneln von ihrer Berechnungsmethode stark dem Keltner-Kanal. Entwickelt wurden sie von einem Rohstoffspezialisten, finden aber seit geraumer Zeit ihre Anwendung im Aktienbereich und sind eine anerkannte Methode zur Berechnung von Kursmethoden, u. a. durch den VTAD.

## Berechnung
Beim STARC-Band wird die ATR (Average True Range) mit einem Faktor multipliziert (in der Literatur wird der Wert 1 empfohlen) und zum gleitenden Durchschnitt des Schlusskurses addiert, um auf diese Weise das obere Band „STARC+“ zu erhalten. Um „STARC-“ zu erhalten, wird folglich der gleitende Durchschnitt des Schlusskurses subtrahiert. Zur Berechnung des ATR werden in der Regel 15 Tage, für den gleitenden Durchschnitt 6 Tage verwendet.

## Formeln
{\displaystyle TH_{t}=Max(M_{t},C_{t}-1)=TrueHigh}
{\displaystyle TL_{t}=Min(L_{t},C_{t}-1)=TrueLow}
{\displaystyle TR_{t}=TH_{t}-TL_{t}=TrueRange}
{\displaystyle ATR_{t}{m}=GD_{t}^{arith.,m}(TR)=AverageTrueRange}
{\displaystyle STARC_{t}^{+}=GD_{t}^{arith.,n}(C)+ATR_{t}{m}*F}
{\displaystyle STARC_{t}^{-}=GD_{t}^{arith.,n}(C)-ATR_{t}{m}*F}

## Interpretation
Befindet sich der Kurs über oder im Bereich des STARC+, sollte die Aktie nicht gekauft werden, befindet sie sich im Depot, sollte über einen Verkauf nachgedacht werden, vor allem dann, wenn das obere Band überschritten wird. Befindet sich der Kurs unter oder im Bereich des STARC–, kann dies auf eine Erholung des Kurses hindeuten, bei einem Unterschreiten des Bandes kann über einen Kauf nachgedacht werden.

## Kritik
Die STARC-Methode kann Anleger davor schützen, dem Markt hinterherzulaufen und so einen schlechten Einstandspreis zu bezahlen. Es ergeben sich jedoch ähnlich wie bei den Bollinger-Bändern Probleme bei starken Trendphasen, wenn die Kurse an einem Band entlanglaufen. Es empfiehlt sich daher, Signale mit anderen Indikatoren zu überprüfen.